# Вариогоир
Вариогои́р (Варио-гоир) — название семейства советских объективов с переменным фокусным расстоянием. Разработаны коллективом под руководством М. Шпякина в Государственном оптическом институте (ГОИ им. Вавилова), что отражено в названии.
Построены по схеме вариообъектива и состоят из вариатора (1 на рисунке) и неподвижного корректора (2 на рисунке). Д — диафрагма, СП — светоделительная призма (в объективе «Вариогоир-2»)

## Модели
- Вариогоир-1 — состоит из 15 линз в 10 группах. Используется в 16 мм кинокамерах. Выпускался также вариант с индексом «Т» (f/4,0/40—400 мм) для телевизионных камер с размером фотокатода видикона 24×32мм[3].
  - f’ = 12-120 мм
  - относительное отверстие f/2.4
  - угловое поле зрения 55-6°
  - разрешающая сила в центре 60 лин/мм, по полю 30 лин/мм
- Вариогоир-2 — 15 линз в 11 группах. Содержит светоделительную призму для сквозного визира. Используется в любительских 8-мм кинокамерах, например, «ЛОМО-220».
  - f’ = 6.6-66 мм
  - относительное отверстие f/1.8
  - угловое поле зрения 58-6°
  - разрешающая сила в центре 70 лин/мм, по полю 40 лин/мм
- Вариогоир-3Т — 15 линз в 10 группах[4]. Предназначен для ТВ-камер, малоформатного кадра и фотоаппаратов Зенит серии Мт (медицинская техника).
  - f’ = 15—150 мм.
  - относительное отверстие f/2,4